# Sant Julian d'Ovesa
Saint-Julien-en-Saint-Alban és un municipi francès situat al departament de l'Ardecha i a la regió d'Alvèrnia-Roine-Alps. L'any 2007 tenia 1.246 habitants.

## Demografia

### Població
El 2007 la població de fet de Saint-Julien-en-Saint-Alban era de 1.246 persones. Hi havia 491 famílies de les quals 112 eren unipersonals (33 homes vivint sols i 79 dones vivint soles), 154 parelles sense fills, 196 parelles amb fills i 29 famílies monoparentals amb fills.
La població ha evolucionat segons el següent gràfic:
Habitants censats

### Habitatges
El 2007 hi havia 570 habitatges, 497 eren l'habitatge principal de la família, 48 eren segones residències i 25 estaven desocupats. 450 eren cases i 116 eren apartaments. Dels 497 habitatges principals, 338 estaven ocupats pels seus propietaris, 142 estaven llogats i ocupats pels llogaters i 18 estaven cedits a títol gratuït; 4 tenien una cambra, 39 en tenien dues, 74 en tenien tres, 157 en tenien quatre i 223 en tenien cinc o més. 388 habitatges disposaven pel capbaix d'una plaça de pàrquing. A 194 habitatges hi havia un automòbil i a 254 n'hi havia dos o més.

### Piràmide de població
La piràmide de població per edats i sexe el 2009 era:
| Homes | Edats   | Dones |
| ----- | ------- | ----- |
| 0     | 95 o +  | 0     |
| 0     | 90 a 94 | 4     |
| 4     | 85 a 89 | 12    |
| 4     | 80 a 84 | 8     |
| 24    | 75 a 79 | 24    |
| 24    | 70 a 74 | 32    |
| 20    | 65 a 69 | 28    |
| 16    | 60 a 64 | 16    |
| 36    | 55 a 59 | 32    |
| 32    | 50 a 54 | 32    |
| 20    | 45 a 49 | 24    |
| 36    | 40 a 44 | 44    |
| 52    | 35 a 39 | 44    |
| 48    | 30 a 34 | 44    |
| 24    | 25 a 29 | 20    |
| 24    | 20 a 24 | 16    |
| 40    | 15 a 19 | 28    |
| 40    | 10 a 14 | 24    |
| 24    | 5 a 9   | 44    |
| 16    | 0 a 4   | 12    |

## Economia
El 2007 la població en edat de treballar era de 801 persones, 607 eren actives i 194 eren inactives. De les 607 persones actives 549 estaven ocupades (304 homes i 245 dones) i 58 estaven aturades (22 homes i 36 dones). De les 194 persones inactives 67 estaven jubilades, 45 estaven estudiant i 82 estaven classificades com a «altres inactius».

### Ingressos
El 2009 a Saint-Julien-en-Saint-Alban hi havia 522 unitats fiscals que integraven 1.335 persones, la mediana anual d'ingressos fiscals per persona era de 17.183,5 €.

### Activitats econòmiques
Dels 61 establiments que hi havia el 2007, 2 eren d'empreses alimentàries, 7 d'empreses de fabricació d'altres productes industrials, 14 d'empreses de construcció, 14 d'empreses de comerç i reparació d'automòbils, 2 d'empreses de transport, 3 d'empreses d'hostatgeria i restauració, 2 d'empreses financeres, 3 d'empreses immobiliàries, 4 d'empreses de serveis, 8 d'entitats de l'administració pública i 2 d'empreses classificades com a «altres activitats de serveis».
Dels 15 establiments de servei als particulars que hi havia el 2009, 1 era una oficina de correu, 2 paletes, 2 guixaires pintors, 3 fusteries, 3 lampisteries, 1 electricista, 1 empresa de construcció, 1 perruqueria i 1 restaurant.
Dels 6 establiments comercials que hi havia el 2009, 1 era una botiga de menys de 120 m², 3 fleques, 1 una llibreria i 1 una botiga d'equipament de la llar.
L'any 2000 a Saint-Julien-en-Saint-Alban hi havia 11 explotacions agrícoles que ocupaven un total de 84 hectàrees.

## Equipaments sanitaris i escolars
L'únic equipament sanitari que hi havia el 2009 era una farmàcia.
El 2009 hi havia una escola elemental.

## Poblacions més properes
El següent diagrama mostra les poblacions més properes.